# جينتا أوموتههارا
جينتا أوموتههارا (باليابانية: 表原 玄太) (28 فبراير 1996 في أنان في اليابان – )؛ هو لاعب كرة قدم ياباني سابق كان يلعب كمهاجم.

## وصلات خارجية
- جينتا أوموتههارا على موقع رابطة كرة القدم اليابانية للمحترفين (اليابانية)
- جينتا أوموتههارا على موقع قاعدة بيانات كرة القدم.إي يو (الإنجليزية)
- جينتا أوموتههارا على موقع Soccerway.com (الإنجليزية)
- جينتا أوموتههارا على موقع عالم كرة القدم.نت (الإنجليزية)